# فيليب أسمر
 فيليب أسمر (17 فبراير1987-) مخرج لبناني

## حياته ومشواره المهني
ولد في بيروت، في طفولته كان يستعين «بأسفل الزجاجة» ويتخيلها عدسة كاميرا يلتقط من خلالها مشاهد وهمية، شقيقته كانت «حقل التجارب» إذ كان يصور معها على طريقته عدة كليبات في التسعينات
درس الهندسة الداخلية الزراعية لكنه لم يكمل في نفس المجال فضل أن يعمل في الإخراج برغم من عدم تخصصه فيها.
بدأ حياته المهنية مساعداً للمخرج (سمير حبشي)، قام بإخراج أول مسلسلاته عام 2009 بعنوان (خطوة حب) للكاتب شكري أنيس فاخوري الذي فاز عنه بجائزة الموريكس دور، آمن كل من المنتج زياد شويري والكاتبة كلوديا مارشيليان بموهبته فمنحاه فرصة إخراج عدة أعمال حقق له النجاح  عام 2019 حصل على جائزة الموريكس دور كأفضل مخرج درامي عن عملي أم البنات وثورة الفلاحين

## أعماله

### في التلفزيون
- (2025):بالدم
- (2024):القدر
- (2024):2024
- (2023):للموت 3
- (2022):للموت 2
- (2021):للموت
- (2021):2020
- (2021):لا حكم عليه
- (2020):ع إسمك
- (2019): خمسة ونص
- (2018): أم البنات[7]
- (2018): ثورة الفلاحين
- (2018):حدوتة حب
- (2016): يا ريت
- (2015):قصة حب
- (2014): عشق النساء
- (2014): إتهام
- (2014): أول مرة
- (2013): جذور
- (2012): أجيال 2
- (2011): غلطة عمري
- (2011): مدام كارمن
- (2011): كازانوفا (خماسية للكبار فقط)
- (2010): الحب الممنوع
- (2010): أجيال
- (2009): خطوة حب

### في السينما
- (2016): لاونج بيروت
- (2015): السيدة الثانية

## جوائز
- لبنان 2021 - جائزة أفضل مخرج في من مهرجان «الموريكس دور» [8]

- لبنان:جائزة الموريكس دور لأفضل مخرج عن مسلسل للموت 3 2023

## روابط خارجية
- فيليب أسمر على موقع قاعدة بيانات الأفلام العربية